# Spectravideo
Spectravideo o Svi és un fabricant nord-americà de videojocs, manetes de jocs i ordinadors, primer de gamma pròpia (els svi-328) després de l'estàndard Msx (que es va basar en el disseny de la gamma anterior) i compatibles Pc. Es va fundar en 1977 com SpectraVision per Harry Fox i Oscar Jutzeler. Va començar fabricant videojocs per a Atari 2600, Vic-20 i Colecovision. Alguns dels seus cartutxos de jocs per a Coleco es troben entre els més cotitzats pels col·leccionistes.
La seva primera incursió en la fabricació d'ordinadors és un accessòri per a l'Atari 2600 anomenat Spectravideo Compumate, que aporta un teclat de membrana i un Basic limitat.
La seva primera gamma d'ordinadors són els Svi-318 i Svi-328, llançats el 1984. Ambdós tenen una Cpu Z80 A a 3.6 MHz, i es diferencien només en la quantitat de RAM (16 Kb el Svi-318 i 64 Kb el Svi-328) i el teclat. Incorporen a la Rom el Svi Basic (una versió del Microsoft Extended Basic) i poden usar com a sistema operatiu CP/M mitjançant targetes controladores de floppys i discos durs. Ambdós són la base del disseny dels Msx però es diferencien internament als ports i a la disposició de la memòria. El Basic té molt poques diferències amb el Basic Msx, amb adaptació molt fàcil. Diverses empreses van treure adaptadors Msx, entre elles la mateixa Spectravideo i una empresa Espanyola, Cgg. La gamma té un ampli catàleg d'ampliacions maquinari, com per exemple un adaptador Colecovision que fa possible jugar cartutxos Coleco en els Svi. Llancen fins i tot una maneta de jocs específica, el QuickShot Iii, que presenta en la base el keypad numèric dels comandaments de la Colecovision.
Amb fama d'anar sempre per davant, tot just aparèixer l'estandar Msx llancen el Svi-728, bàsicament un Msx 1 en caixa Svi-328. Junt amb Yamaha és l'únic fabricant de Msx que aborda el mercat americà. Però les vendes a Usa no van bé (acusen a les botigues de donar-los poca visibilitat), pel que Bondwell decideix tancar les operacions a Usa i traslladar la seva seu a Honk Kong en 1985. Després de la mudança llança un dels equips mítics: el Svi-738 X'Press, també conegut com el Msx 1.5 (per incorporar el processador de video dels Msx-2) o el Msx Portable (pel seu concepte compacte com l'Apple Iic), i nombroses ampliacions maquinari compatibles Msx, entre elles l'única unitat de cinta backup per a un Msx i el QuickShot SVI-2000 Robot Arm.
Abans d'embarcar-se en la fabricació de clònics Pc, la seva última campanada és el Svi-838, també conegut com a X'press 16, un compatible Pc amb el processador gràfic dels Msx2, capaç d'executar programes Msx2 en cartutx mitjançant un adaptador, i amb modes gràfics molt superiors als del Pc (fins que aparegué la Vga).
Però si hi ha una cosa que de veritat va fer entrar en la història a l'empresa és la seva llarguíssima gamma de manetes de jocs i gamepads, sempre entre els més apreciats pels jugadors experts. La línia Quickshot va marcar una revolució en el moment de la seva aparició, i al seu torn incorporà algun dels dissenys de més èxit i més estranys.
Spectravideo fabricà els clònics Svi-256 i Svi-640Fh/Ff, però Bondwell, la seva casa mare llavors, tenia la seva pròpia línia de compatibles, i va decidir centralitzar en ella tots els clònics. Poc després ven la marca QuickShot a Tomei International i Spectravideo va ser comprada per una empresa anglesa, que l'adoptà com a marca i nom (SpectraVideo Plc). Junt amb Logic 3, la seva altra marca comercial, es va convertir en un dels líders del mercat de comandaments de jocs per a totes les següents generacions d'ordinadors i consoles (no hi ha consola per a la qual no hagin fabricat almenys un comandament compatible, per la qual cosa és molt possible que en tinguis un en el teu Pc/consola), i d'accessoris en general tant per a consoles com per a la gamma ipod.
Altres articles que no tenien a veure amb la informàtica van ser un micròfon unidireccional (amb forma de pistola amb parabòlica al canó) i una taula de barreges de joguina.